# Niklaus Franz von Bachmann

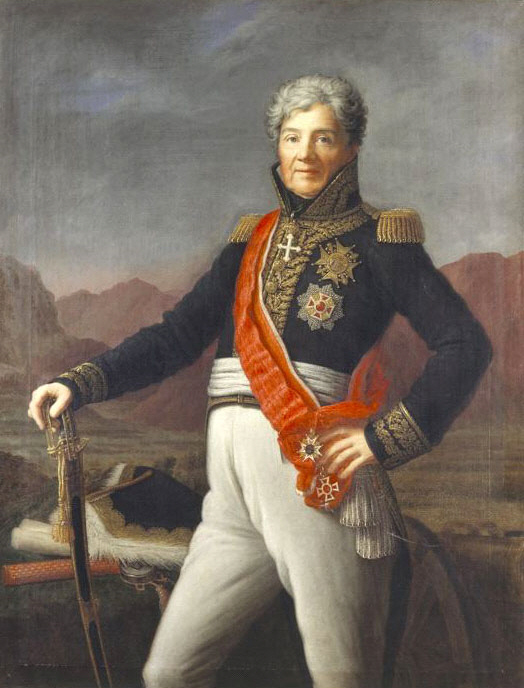
Niklaus Franz von Bachmann, 1817

Niklaus Leodegar Franz Ignaz Freiherr von Bachmann (Näfels, 27 maart 1740 – Näfels, 11 februari 1831) was een Zwitsers militair.

## Biografie
Niklaus Franz von Bachmann stamde uit een adellijke familie uit Glarus. Hij volgde een opleiding aan het Jezuïetencollege Stella Matutina te Feldkirch in Vorarlberg en het Nazareneninstituut van Rome. Hij trad in 1756 in Franse dienst. Hij was vaandrig (1758) in de compagnie van zijn broer, Karl Josef Anton Leodegar von Bachmann, in 1759 werd hij commandant van een eigen compagnie binnen het Regiment Widmer. In 1768 werd hij bevorderd tot majoor in het Regiment Boccard, in 1773 werd hij bevorderd tot luitenant-kolonel. In 1778 werd hij onderscheiden met de Orde van de Heilige Lodewijk. Hij leidde de Franse militairen in Bretagne op die tijdens de Amerikaanse Vrijheidsoorlog werden ingezet (aan de zijde van de Amerikanen). In 1779 volgde Bachmanns bevordering tot kolonel. In 1789 werd hij lid van de nieuw ingestelde Opperste Oorlogsraad. In 1791 schreef hij mee aan het nieuwe oorlogsregiment.
In 1792, na de val van de monarchie in Frankrijk (als gevolg van de Franse Revolutie), vertrok Bachmann, een verklaard tegenstander van de ideeën van de Franse Revolutie, naar het Koninkrijk Sardinië-Piëmont en nam daar dienst in het leger. In 1793 werd hij regimentscommandant en in 1794 werd hij bevorderd tot luitenant-generaal in dienst van Sardinië-Piëmont. Na de uitroeping van de Cisalpijnse Republiek (30 juni 1797) werd hij als krijgsgevangene naar de Helvetische Republiek (Zwitserland) gebracht en door het Helvetische Directorium onder huisarrest gesteld. Hij kwam echter vrij (1798) en commandeerde tijdens de Tweede Coalitieoorlog (1798-1801) de Zwitserse Emigrantenregimenten in Oostenrijks-Britse dienst. Als veldtekenen voerden zijn regimenten het witte kruis op een rood veld. In 1802 commandeerde hij de federale troepen tegen de Helvetische Republiek (zie: Stecklioorlog). Tijdens de Mediationstijd (1803-1814), waarmee er een einde kwam aan de Helvetische Republiek, diende hij het Zwitserse Eedgenootschap.

## Opperbevelhebber
Niklaus Franz von Bachmann werd tijdens de Honderd Dagen (1815) opperbevelhebber van het Zwitserse leger met de rang van generaal. Muiterijen, slechte bevoorrading van de troepen en meningsverschillen met de Tagsatzung (federale regering) leidden ertoe dat hij op 26 juli 1815 zijn ontslag indiende.
Zijn voorstellen voor de verbetering van de weerkracht van het leger werden in 1815 overgenomen in het Bondsverdrag van 1815 en zijn ideeën werden in 1817 verder uitgewerkt. 